# Hermann Euler (Maler)

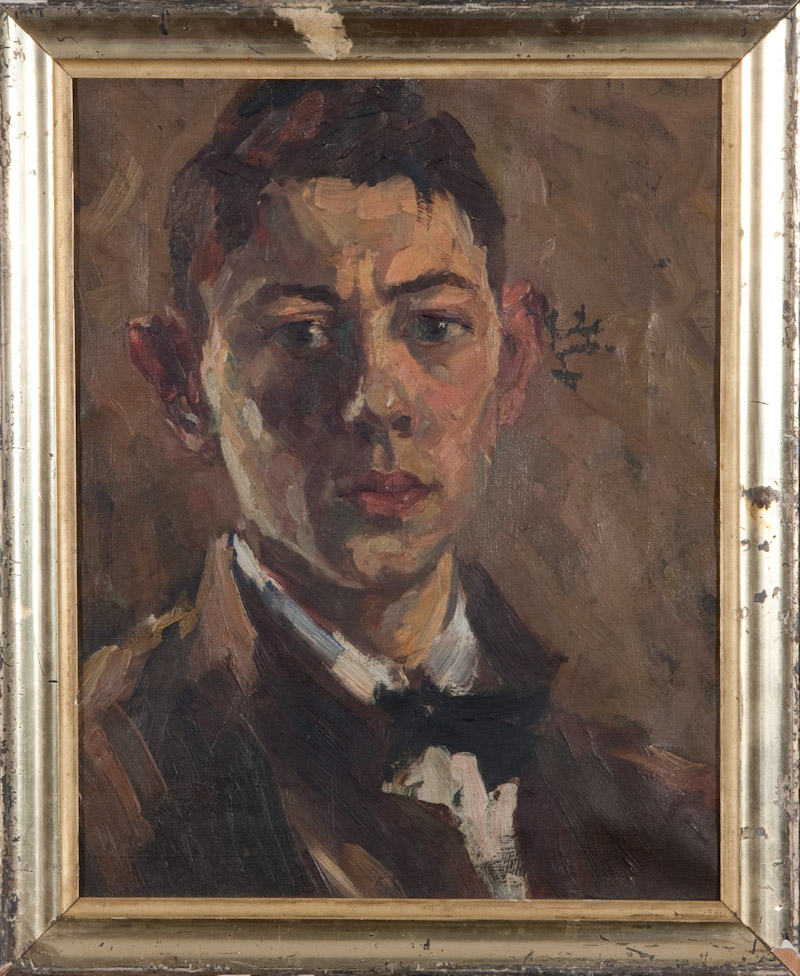
Selbstporträt

Hermann Euler (* 14. Juli 1900 in Aschaffenburg; † 6. Januar 1970 in Eichbichl bei Rosenheim) war ein deutscher Maler.

## Leben
Hermann Euler wurde als Sohn des Münchner Brauereidirektors Konrad Euler und seiner Frau Meta Hein geboren. Er entstammte einem kunstsinnigen Haus und begann nach seiner Schulzeit in München seine Malerei zunächst ohne Ausbildung, bis er ab 1919 die Malschule von Moritz Heymann besuchte, wo er auch seine spätere Frau, die Malerin Daisy Campi kennenlernen sollte.
1921 wechselte er an die Akademie der Bildenden Künste München, zunächst in die Klasse von Heinrich von Zügel, dann ab 1922 zu Angelo Jank. Bei ihm schloss er 1927 sein Studium als Meisterschüler ab.
Im Jahr 1925 trat er der Künstlervereinigung Münchner Secession bei. Besonders prägend für ihn und seine Malerei sollten sich erste Studienreisen nach Norwegen erweisen. Die Entdeckung der expressiven Landschaftsdarstellung sowie seine Begeisterung für Edvard Munch spiegeln sich in seinen Arbeiten dieser Zeit wider. Ab 1926 bereiste er mit Daisy Campi vor allem Frankreich. Nach der Rückkehr begründete Hermann Euler mit Studienkollegen, Daisy Campi und Freunden wie Carl Meisenbach die Münchner Künstlervereinigung Generation.
1928 heiratete er Daisy Campi, sie bezogen ein Atelier in der Münchner Adalbertstraße. Es folgte eine viermonatige Hochzeitsreise nach Frankreich, Belgien und in die Niederlande. Im Jahr 1930 wurde der Sohn Alexander geboren, zwei Jahre später erwarben die Eulers den Bauernhof Eichbichl am Rinssee bei Rosenheim. Wieder ein Jahr später, 1934, zog er mit seiner Familie von München auf das Land. Die Beschäftigung mit der Landwirtschaft nahm anfangs viel Zeit des jungen Malerpaares in Anspruch. Trotzdem trat die Malerei nicht in den Hintergrund und es folgte bereits 1935 eine Einladung der Carnegie Foundation New York, die einige Bilder von Hermann Euler in einer Ausstellung zeigten.
In den 50er Jahren bereiste er mit Wolf Neitzel Paris, später folgten ausgedehnte Studienreisen nach Italien, mit Marlene Neubauer-Woerner, Erwin von Kreibig und Karl Rössing, und ab 1961 nach Jugoslawien, Frankreich und Spanien. Hermann Euler starb 1970 an den Folgen eines zehn Jahre zuvor erlittenen Autounfalls.

## Werk

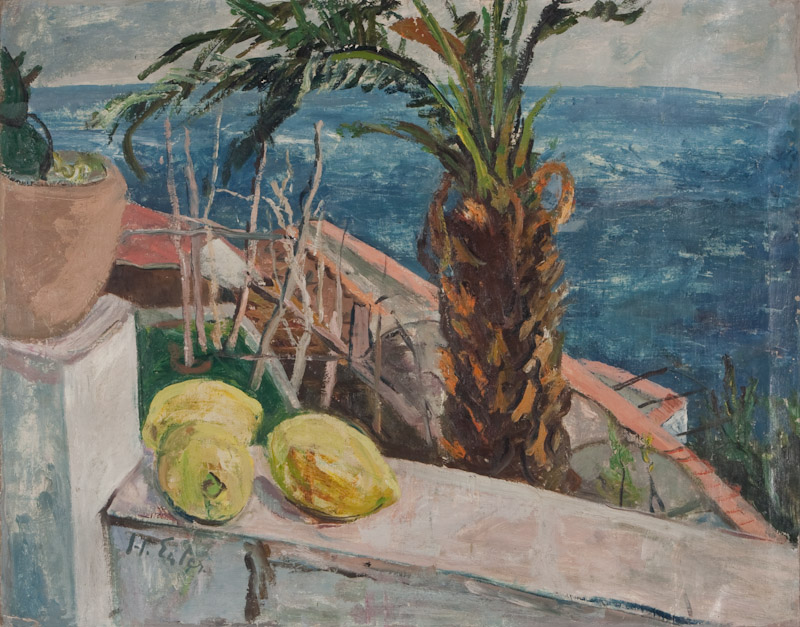
Positano

In Eichbichl am Rinssee hatte Hermann Euler sein Arkadien gefunden. Die unverbrauchte Natürlichkeit dieses Landstrichs sollte für seine Bilder bestimmend werden. Seine malerischen Requisiten entstammten dem engsten Umfeld des Alltäglichen, dem eingefriedeten Bauerngarten vor seinem Hof, mal in spätsommerlicher Schwere, mal auf ein winterliches Skelett reduziert.
Auch die Stillleben sind in diesem Zusammenhang zu nennen: Ist es doch eine Irritation des gewohnten Sehens, arrangierte Stillleben in die Landschaft zu stellen und somit vertraute Größenverhältnisse ins Wanken zu bringen. Die Abseitigkeit solcher Stillleben-Landschaft wird bei Oskar Coester exemplarisch vor Augen geführt, ebenso in den Meisterstilleben von Filippo de Pisis.
Obwohl die Zeichnung im Werk des Malers keine entscheidend wichtige Rolle spielte, erwies sich Euler in seinen Bildern als sicherer Zeichner. Rhythmus und Entschiedenheit in der Formsetzung charakterisieren seine Bilder. Mit heftigem Gestus scheinen sie auf die Leinwand geschrieben zu sein. In späteren Jahren kommt oft noch der schwarze Pinselstrich dazu, der über einem eher lasierenden Farbauftrag bestimmend bleibt.
Der alla prima aufgetragenen Ölfarbe wird durch den Kreidegrund der Leinwand ihr speckiger Glanz genommen. Die pastose, stellenweise aber auch lasierend matte Oberfläche geht mit der Leuchtkraft vielfach gebrochener Farbakkorde eine unverwechselbare Verbindung ein.
Ausgehend vom impressionistischen Auflösen des Gegenstands entwickelte sich seine Malerei zu einer kultiviert expressiven Handschrift fernab aller Moden.

## Galerie

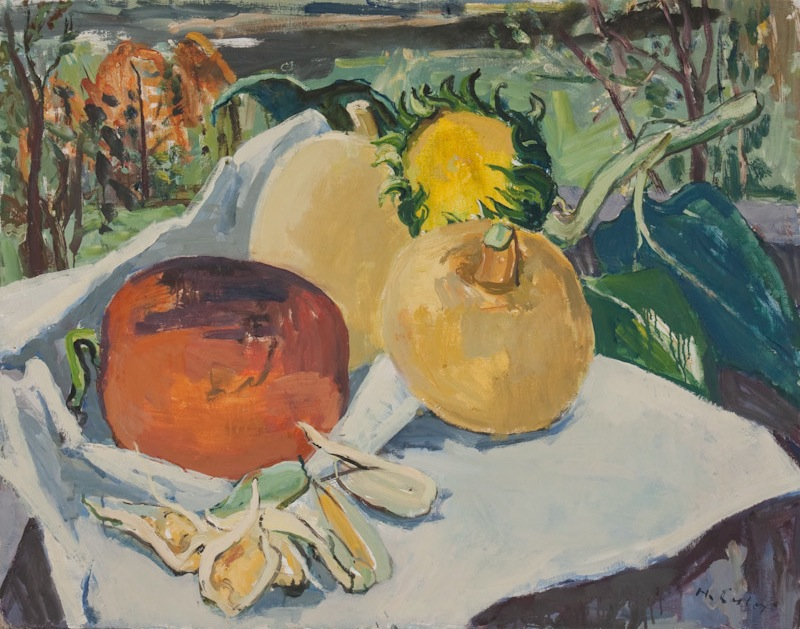
Kürbisse
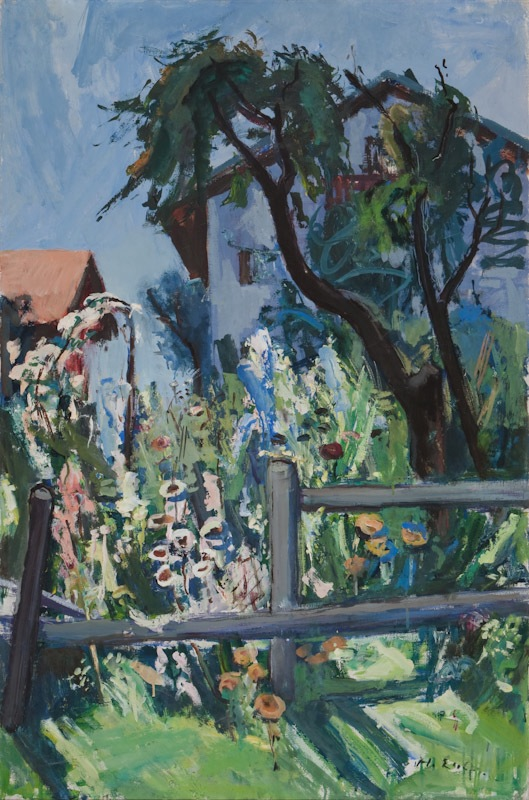
Eichbichl
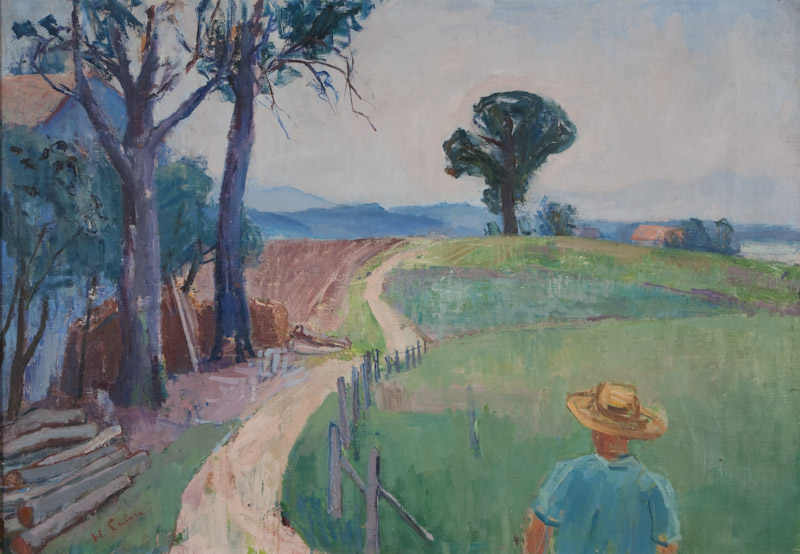
Blick zum Nachbarn
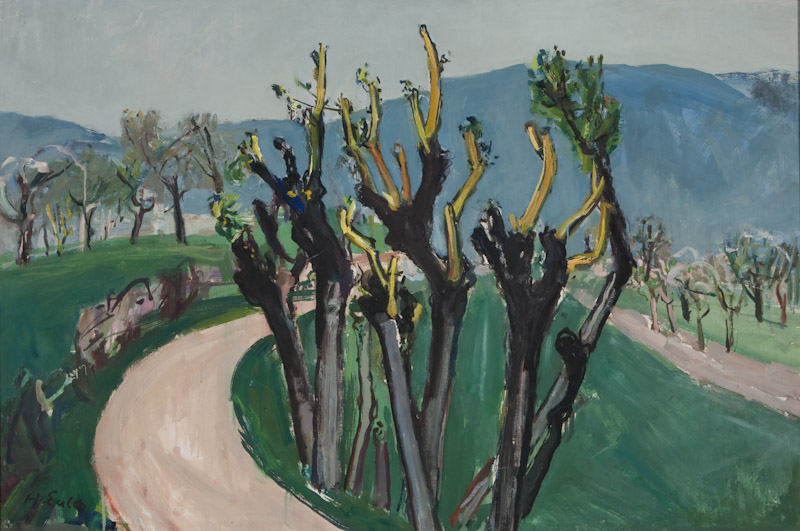
Weiden bei Eppan
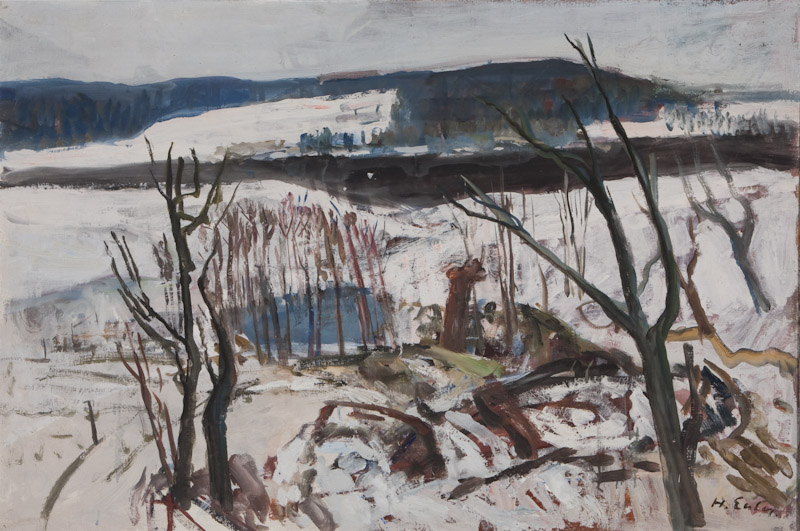
Schneeschmelze
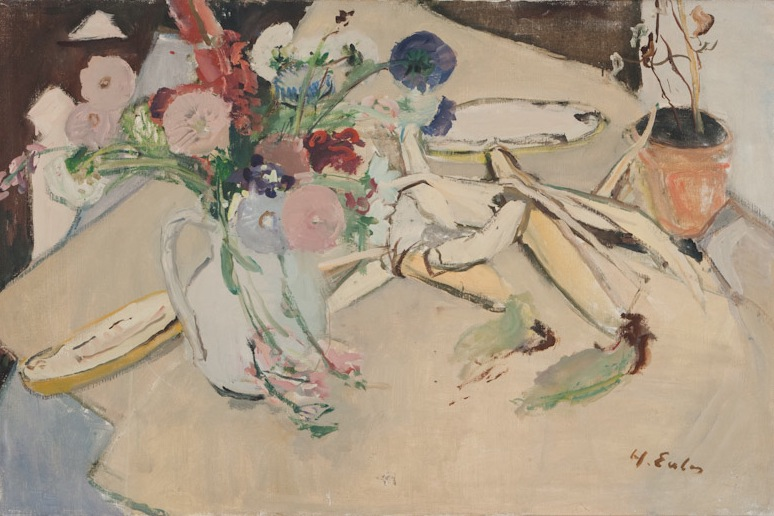
Herbststillleben
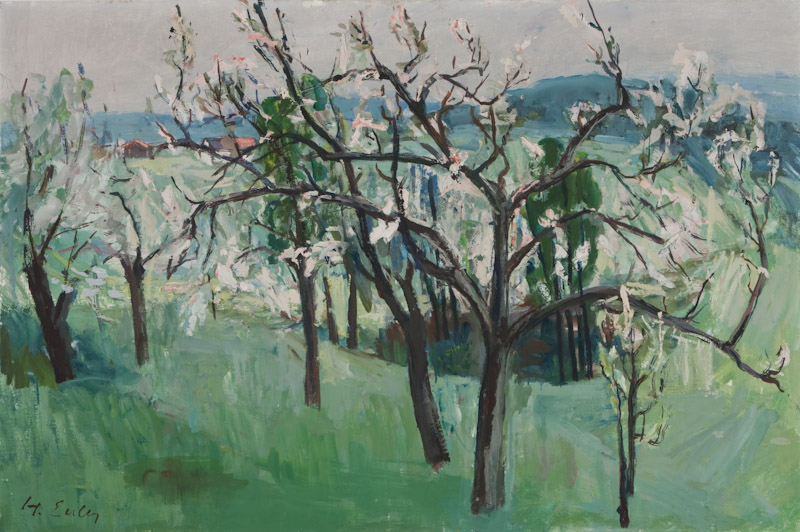
Blühende Obstbäume
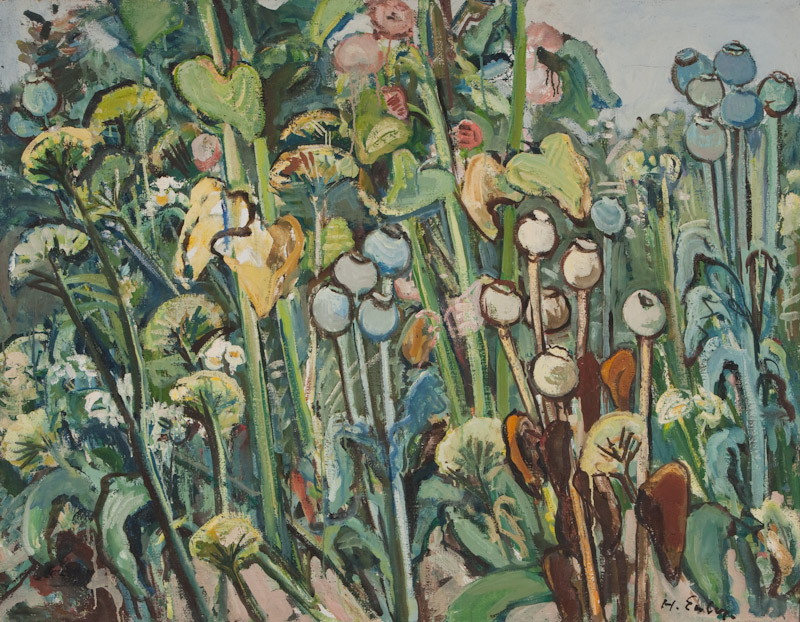
Mohn
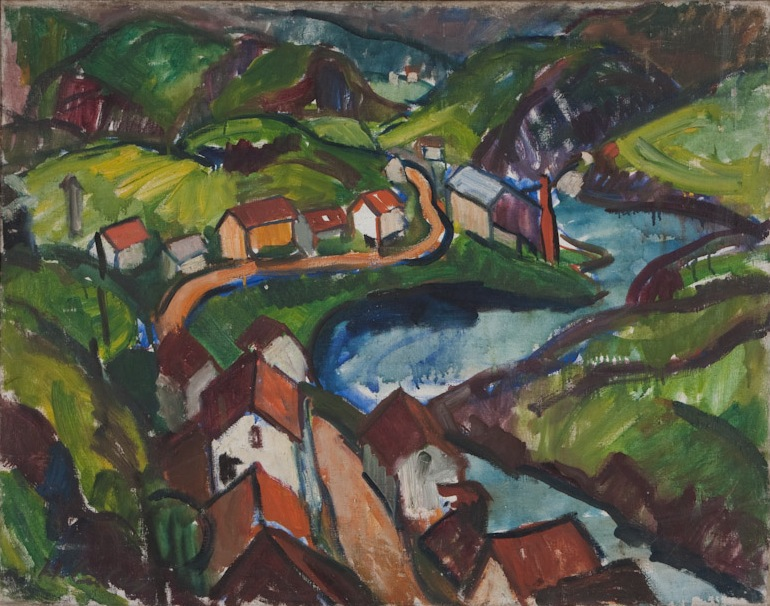
Norwegen
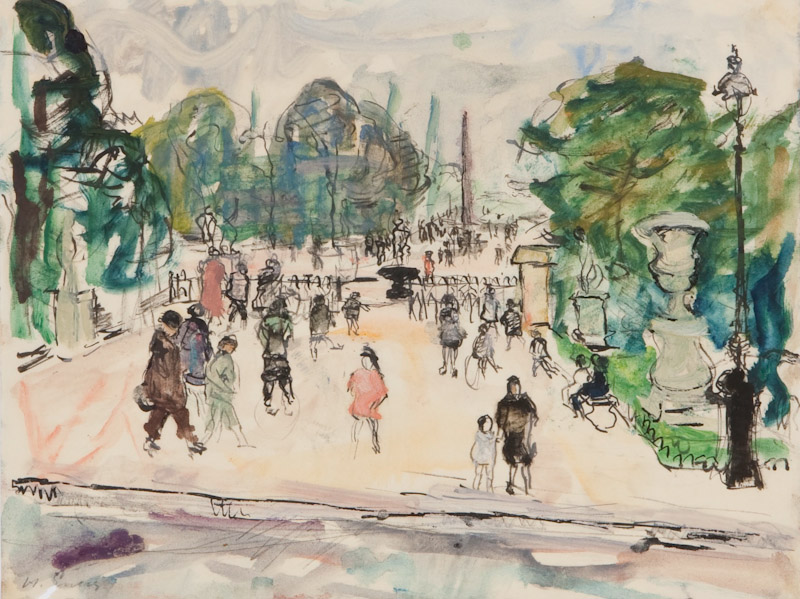
Paris Tuilerien
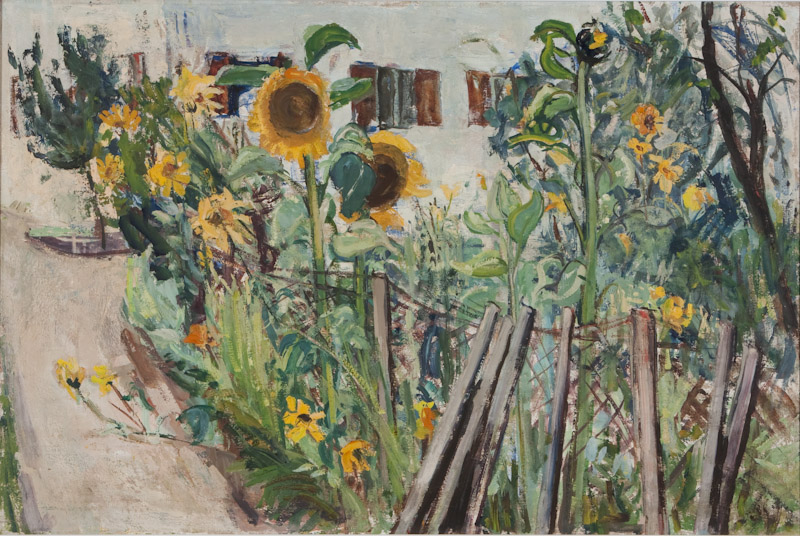
Sonnenblumen im Bauerngarten

## Ausstellungen / Auswahl
- München, Glaspalast
- Darmstadt, Mathildenhöhe
- Hannover, Kunstverein
- Leipzig, Staatliche Akademie für Graphische Künste und Buchgewerbe
- München, Galerie Paulus
- München, Galerie Heinemann
- München, Deutsches Museum
- München, Neue Pinakothek
- Ulm, Kunstverein
- München, Galerie für christliche Kunst
- Berlin, Preußische Akademie der Künste
- New York, Carnegie Foundation
- München, Kunstverein
- Rosenheim, Kunstverein
- Danzig, Städtische Kunstkammer
- München, Maximilianeum
- Dessau, Gemäldegalerie
- Köln, Kunstverein
- Wien, Künstlerhaus
- Goslar, Museum
- München, Große Kunstausstellung im Haus der Kunst
- Rosenheim, Städtische Galerie
- Rom, Palazzo delle Esposizioni
- Mailand, Arte Tedesca
- Wasserburg, Rathaus
- Bad Endorf, Schloss Hartmannsberg